# Norfolk Tides

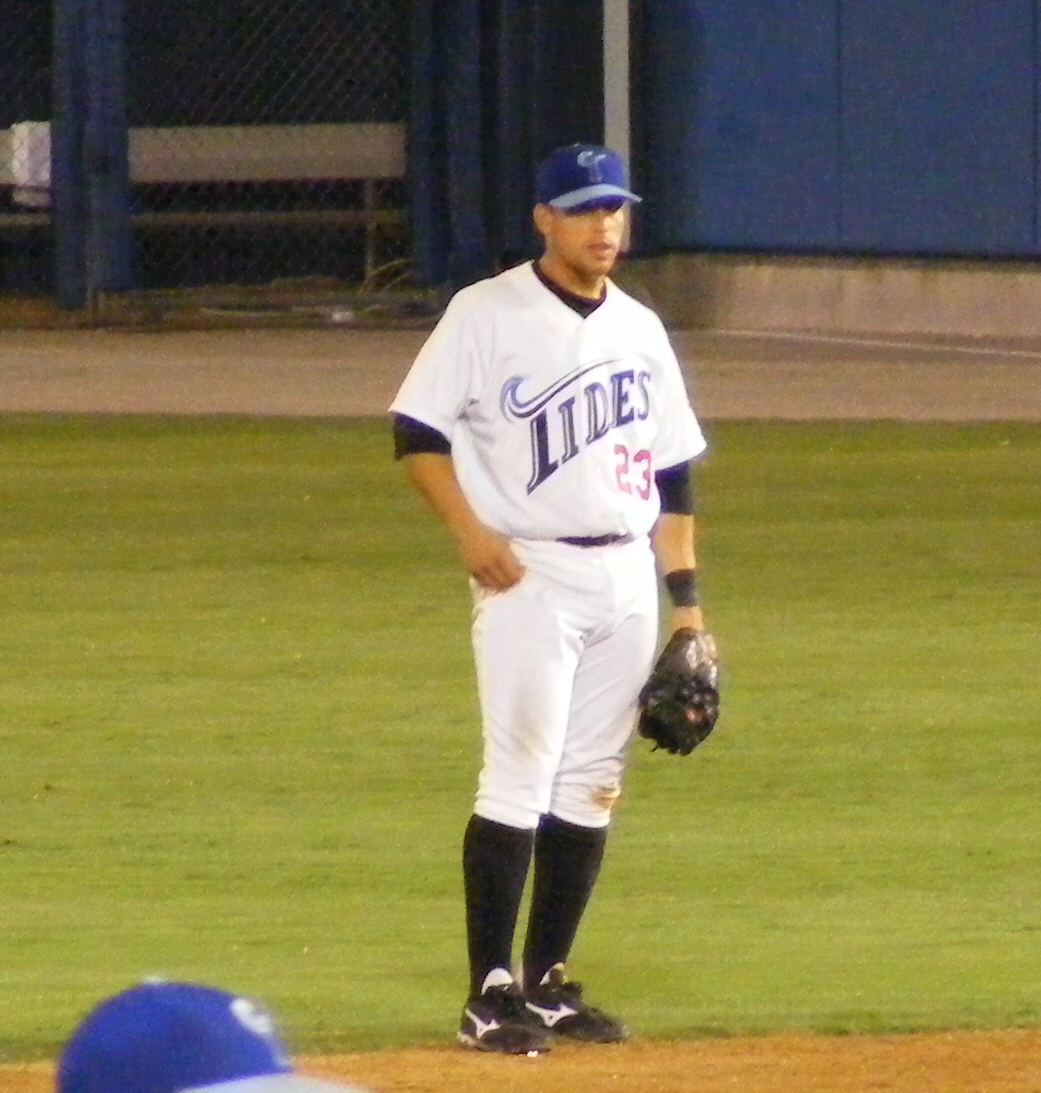
En spelare i Norfolk Tides dräkt 2007.

Norfolk Tides är en professionell basebollklubb i Norfolk i Virginia i USA. Klubben spelar i International League, en farmarliga på den högsta nivån (AAA) under Major League Baseball (MLB). Moderklubb är Baltimore Orioles. Klubbens hemmaarena är Harbor Park.

## Historia
Klubben grundades 1961 under namnet Portsmouth-Norfolk Tides och spelade då i South Atlantic League, en farmarliga på A-nivån. Klubben spelade sina hemmamatcher i Lawrence Stadium i Portsmouth. Moderklubb var den första säsongen Kansas City Athletics och året efter St. Louis Cardinals.
1963 beslutade South Atlantic League att inte ha kvar klubben, men lokala krafter lyckades övertala Carolina League, även den på A-nivån, att ta upp två nya klubbar, varav den ena kom att heta Tidewater Tides (enligt en källa Portsmouth Tides). Tidewater är namnet på sydöstra Virginia, nordöstra North Carolina och den del av Maryland som vetter mot Chesapeake Bay och heter så på grund av tidvattnets stora effekter i området. Chicago White Sox (1964–1965) och Philadelphia Phillies (1966–1968) var moderklubbarna under den tid man spelade i Carolina League. Klubben vann ligan 1965.
Klubben började spela i den högsta farmarligan International League 1969 i samband med att New York Mets flyttade sin högsta farmarklubb Jacksonville Suns från Jacksonville i Florida till Portsmouth. Klubben tog över namnet Tidewater Tides och redan första säsongen vann man grundserien, men förlorade i slutspelet om ligamästerskapet Governors' Cup. Året efter flyttade klubben sina hemmamatcher till den nybyggda Metropolitan Memorial Park i Norfolk. Där skördade klubben stora framgångar och vann Governors' Cup fem gånger på 14 säsonger – 1972, 1975, 1982, 1983 och 1985. 1983 vann man även slutspelet mellan de tre ligamästarna på AAA-nivån, kallat Triple-A World Series.
1993 flyttade klubben in i en ny hemmaarena, Harbor Park, och bytte samtidigt namn till Norfolk Tides. Namnbytet berodde delvis på marknadsföringsmässiga överväganden och delvis på att staden Norfolk hade bidragit till finansieringen och byggandet av Harbor Park. Maskoten Rip Tide introducerades samtidigt.
De första tre säsongerna i Harbor Park satte klubben nytt sammanlagt publikrekord, den senare av säsongerna med 586 317 åskådare. 1995 vann man grundserien, men förlorade Governors' Cup-finalen mot Ottawa Lynx.
Mets avslutade sitt samarbete med klubben efter 2006 års säsong, efter hela 38 år som moderklubb. Ny moderklubb blev Baltimore Orioles.
Inför 2016 års säsong bytte klubben logotyper och färgschema.